# Byodo-in
Byōdō-in (平等院) je zajednički hram budističkih sekti Jodo Shu ("Čista zemlja") i Tendai, u gradu Ujiju, u blizini Kyota, iz 1052. godine. Njegova Dvorana Feniks je najimpresivnija budistička građevina u Japanu. U njoj se nalazi i drveni kip Amida Bude koji je isklesao veliki kipar Jōchō (1057.). Hram Byodo-in je upisan na UNESCO-ov popis mjesta svjetske baštine u Aziji, kao dio "Spomenika starog Kyota" 1994. godine.

## Povijest
Glavna dvorana hrama, Hōōdō, je poznatija kao Dvorana Feniks, ne samo zbog znaka u obliku ptice koji gleda na ribnjak i vrt, nego i zbog svog tlocrta koji podsjeća na pticu raširenih krila. Nacrt Dvorane Feniks načinio je Fujiwara Yorimichi, carski savjetnik, koji ju je sagradio kao ukras svoga Bessoa ili ladanjske rezidencije smještene u ruralnom Uji-machiju kyotovske prefekture. Nakon njegove smrti 1052. godine, bila je posvećena 1053. godine, kao dvorana Amida byodoinskog hrama.

## Arhitektura
U razdoblju Fujiwara japanska arhitektura razvijala se izolirano od kineske. Prisna privrženost vladajućeg plemstva budističkoj vjeri kojoj šintoistički obredi nisu uopće protuslovili, ogleda se i u planovima budističkih hramova koji su dotjerivani na način kako se to izvodilo u Kini. Tako je dvorana Feniks u svom nacrtu sačuvala jasnoću zamisli iz razdoblja kineske dinastije T'ang. Hram simbolično predstavlja palaču Amida iz Zapadnog raja ("Čiste zemlje"), što je istaknuto njenim smještajem uz obalu umjetnog jezera koje ima oblik Sanskrtskog slova "A", svetog simbola Amida.
Prednje pročelje u minijaturi reproducira obilježja kineske palače iz razdoblja T'ang sa središnjim paviljonom, pobočnim galerijama i ugaonim paviljonima. Trijemski jednostrešni krov dvorane oponaša krivulje glavne strehe koja se nalazi iznad njega. Dvostruka linija konzola u pobočnim galerijama, vješte izrade odozdo i jednostavne odozgo, oponaša tu diobu. Na stražnjoj galeriji se pak pokazuju trojne linije gusto poredanih konzola.
Lakoća njenih tankih stupova daje dojam kako cijela dvorana Feniks lebdi, kao da uzlazi na Amida raj.
- Feniks s krova dvorane
- Vrt Jodo-shiki
- Lijeva strana Dvorane Feniks
- Vrt ispred Dvorane Feniks
- Kannondo

## Poveznice
- Japanska umjetnost
- Horyuji
- Tōdaiji
- Palača Katsura

## Vanjske poveznice
- Fotografije Byodoina visoke rezolucije
- Byodoin na stranici "Povijesna azijska arhitektura"